# Grand Prix Masters
Grand Prix Masters is een raceklasse voor voormalig Formule 1-coureurs. Het is opgericht in 2005 door Nigel Mansell.

## Coureurs
| Coureur            | Leeftijd | Grand Prix | GPM starts | GPM wins | Podiums |
| ------------------ | -------- | ---------- | ---------- | -------- | ------- |
| Nigel Mansell      | 53       | 187        | 3          | 2        | 2       |
| Emerson Fittipaldi | 60       | 149        | 3          | 0        | 1       |
| Riccardo Patrese   | 52       | 256        | 3          | 0        | 1       |
| Andrea De Cesaris  | 47       | 214        | 3          | 0        | 0       |
| Derek Warwick      | 52       | 147        | 3          | 0        | 0       |
| Hans Joachim Stuck | 56       | 93         | 3          | 0        | 0       |
| Christian Danner   | 48       | 47         | 3          | 0        | 2       |
| Eddie Cheever      | 49       | 143        | 3          | 1        | 1       |
| Jan Lammers        | 50       | 41         | 3          | 0        | 0       |
| Eliseo Salazar     | 51       | 37         | 3          | 0        | 0       |
| Patrick Tambay     | 57       | 123        | 3          | 0        | 0       |
| René Arnoux        | 58       | 165        | 3          | 0        | 0       |
| Eric van der Poele | 45       | 29         | 2          | 0        | 2       |
| Stefan Johansson   | 50       | 103        | 3          | 0        | 0       |
| Alex Caffi         | 42       | 75         | 1          | 0        | 0       |
| Pierluigi Martini  | 45       | 124        | 2          | 0        | 0       |
| Johnny Herbert     | 42       | 165        | 0          | 0        | 0       |
| Roberto Moreno     | 47       | 75         | 0          | 0        | 0       |
| Alessandro Nannini | 47       | 78         | 0          | 0        | 0       |
| Raul Boesel        | 49       | 30         | 0          | 0        | 0       |

## De auto
Alle auto's in deze competitie zijn gelijkwaardig. De auto is gebaseerd op de Champ Car uit 1999. Het chassis is gebouwd door het Engelse Delta Motorsport. De auto wordt aangedreven door een 3.5L V8 Cosworth motor met 650pk dezelfde motoren als in de IRL.
De auto's wegen 650 kg en hebben een top snelheid van 320 km/u. De auto's zijn niet voorzien van 'hulpmiddelen' als ABS, Traction controle en stuurbekrachtiging.

## Voorwaarden
Een coureur moet aan de volgende voorwaarde voldoen om mee te mogen doen:
- minstens 40 jaar oud zijn;
- voor de medische keuring geslaagd zijn;
- mag in geen enkele open wiel race competitie meer meedoen;
- moet 2 seizoenen hebben volbracht in de Formule 1.